# 2650 Elinor
2650 Elinor este un asteroid din centura principală, descoperit pe 14 martie 1931 de Max Wolf.